# Zebra-Zwergkaiserfisch
Der Zebra-Zwergkaiserfisch oder Zebra-Herzogfisch (Paracentropyge multifasciatus) ist ein kleiner Meeresfisch aus der Familie der Kaiserfische (Pomacanthidae). Die Art kommt im Indopazifik von den Kokosinseln über das östliche Indonesien, die Salomon-Inseln und das Great Barrier Reef bis zu den Gesellschaftsinseln und nördlich über die Philippinen bis zu den japanischen Yaeyama-Inseln vor.

## Merkmale
Der Zebra-Zwergkaiserfisch erreicht eine Körperlänge von 12 cm. Von seiner äußeren Gestalt unterscheidet er sich wenig von Zwergkaiserfischen der Gattung Centropyge, wirkt im Vergleich zu einigen Centropyge-Arten aber etwas gedrungener und hochrückiger. Im Unterschied zu den Centropyge-Arten, die 14 oder 15 Flossenstacheln in der Rückenflosse besitzen, hat er nur 13.
- Flossenformel: Dorsale XIII/17–19; Anale III/17–18.

Auffällig ist die schwarz-weiße Streifenzeichnung der Art (multifasciatus = mit vielen Binden). Die Schnauzenspitze, die Bauchflossen und die Streifen auf der Afterflosse sind gelb.

## Lebensweise
Der Zebra-Zwergkaiserfisch ist relativ selten und wird, da er versteckt in größeren Tiefen lebt, von Tauchern wenig gesehen. Er bewohnt paarweise oder in kleinen Gruppen Höhlen und Spalten an Außenriffhängen, von denen er sich nur wenige Zentimeter entfernt. Nahe der Höhlendecke schwimmt er mit dem Bauch nach oben. In Gefangenschaft gehaltene Tiere verhungern meist, was auf einen Nahrungsspezialisten hindeutet.

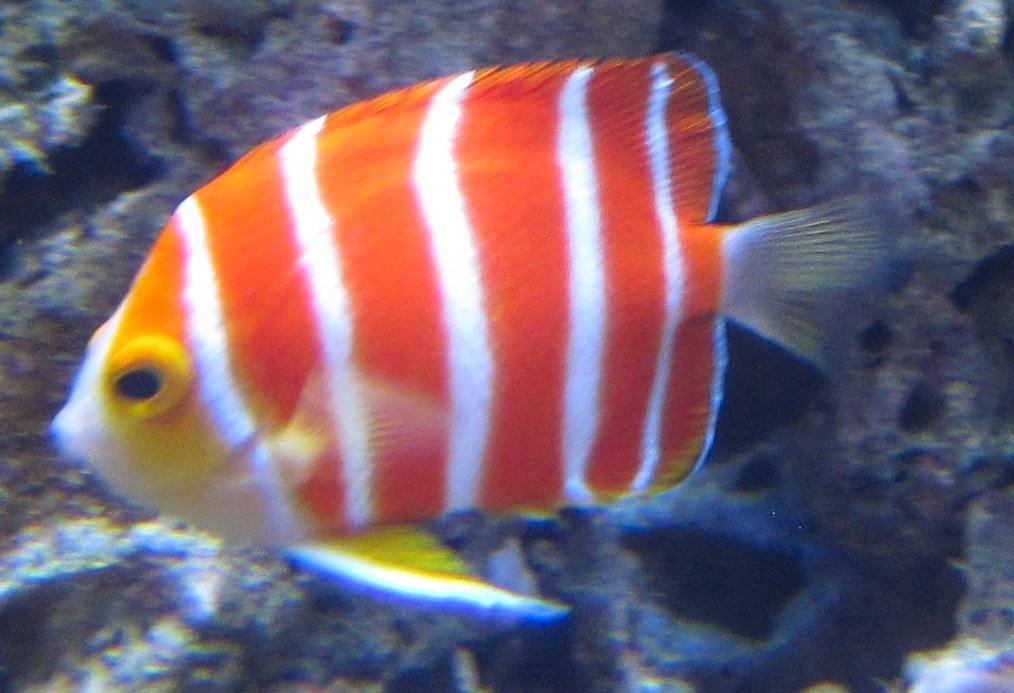
Cook-Zwergkaiserfisch (Centropyge boylei), ein naher Verwandter von Paracentropyge multifasciatus

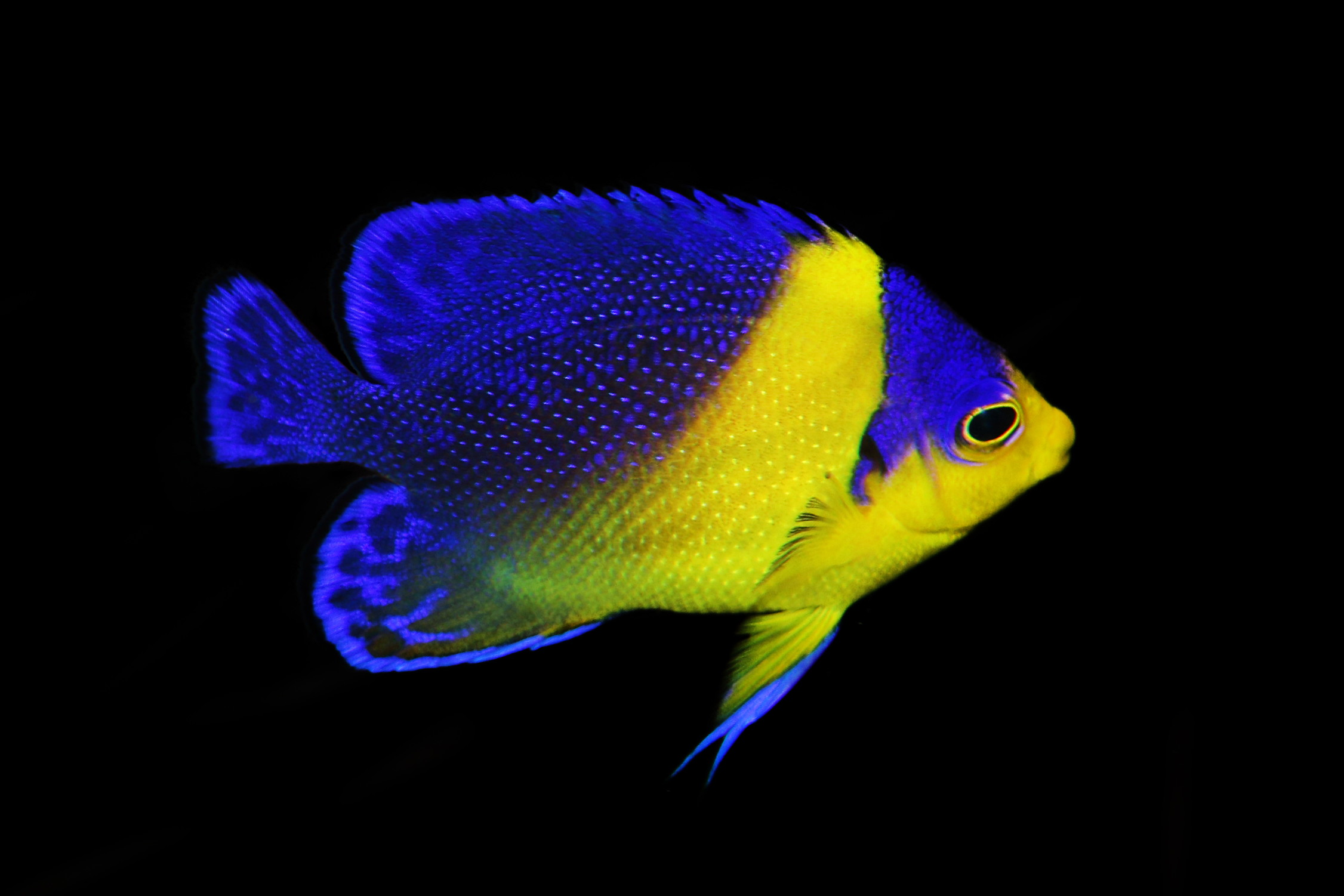
Purpurmasken-Zwergkaiserfisch (Centropyge venusta)

## Systematik
Der Zebra-Zwergkaiserfisch wurde 1911 von den amerikanischen Ichthyologen Hugh McCormick Smith und Lewis Radcliffe als Centropyge multifasciatus beschrieben und 1991 von Warren E. Burgess in die Gattung Paracentropyge (Gr.: „para“ (παρά) = neben + Centropyge) gestellt. Die Gattung ist bis heute monotypisch, allerdings sprechen phylogenetische Analysen dafür, dass der Cook-Zwergkaiserfisch (Centropyge boylei) und der Purpurmasken-Zwergkaiserfisch (Centropyge venusta), mit dem Paracentropyge multifasciatus hin und wieder hybridisiert, näher mit Paracentropyge verwandt sind als mit den anderen Arten der paraphyletischen Gattung Centropyge. Einige Wissenschaftler plädieren deshalb dafür, beide Arten in die Gattung Paracentropyge zu überführen.